# Land- und Stadtgericht Grottkau
Das Land- und Stadtgericht Grottkau war ein preußisches Land- und Stadtgericht mit Sitz in Grottkau.

## Geschichte
Mit der preußischen Städteordnung von 1808 verloren die Magistrate ihre Funktion als Eingangsgerichte und es wurden staatliche Stadtgerichte eingerichtet. Nach dem Ende der Befreiungskriege wurden die staatlichen Gerichte (Stadtgerichte und Justizämter) zu Land- und Stadtgerichten zusammengefasst. In Grottkau entstand so das Land- und Stadtgericht Grottkau. Zuständiges Oberlandesgericht war das Oberlandesgericht Ratibor.
Sein Sprengel umfasste die Stadt Grottkau mit 2191 Einwohnern (1837) und 8 Ortschaften mit 2630 Einwohnern, also zusammen 4821 Gerichtseingesessene. Die Ortschaften waren Halbendorf (Anteil), Deutsch-Leipe, die Erbscholtei zu Leuppusch, Lichtenberg, Klein-Neudorf, Nieder-Tharnau, Ober-Tharnau und Woisselsdorf.
Am Gericht waren ein Land- und Stadtrichter, ein Assessor und ein Unterbeamter beschäftigt. Es handelte sich um ein Gericht 2. Klasse, d. h. da das Gericht weniger als drei Richter hatte, konnten diese nicht als Spruchkörper gemeinsam Beschlüsse fassen.
Das Gericht hatte seinen Sitz in einem angemieteten Privathaus und nutzte das städtische Gefängnis.
1849 wurden einheitlich Kreisgerichte gebildet. In Grottkau entstand so das Kreisgericht Grottkau.